# Élections législatives colombiennes de 2018
Les élections législatives colombiennes de 2018 se déroulent le 11 mars 2018 afin de renouveler les deux chambres du Congrès de la république de Colombie.

## Mode de scrutin
Le Congrès est un parlement bicaméral composé d'une chambre basse, la Chambre des représentants et d'une chambre haute, le Sénat de la République, dont les membres sont élus pour quatre ans au scrutin direct.
La chambre des représentants est dotée de 166 sièges pourvus au scrutin proportionnel plurinominal selon la méthode du plus fort reste dans 33 circonscriptions correspondant aux départements du pays plus la capitale Bogota. Le nombre de sièges par circonscription est proportionnel à sa population, chaque tranche de 250 000 habitants équivalant à un siège, plus un pour une dernière tranche de 125 000 habitants, avec un minimum de deux sièges par circonscription.
Le Sénat est doté de 102 sièges dont 100 pourvus au scrutin proportionnel plurinominal selon la même méthode mais dans une seule circonscription nationale avec un seuil électoral de 2 %. Les deux sièges restants sont réservés via une circonscription binominale à la minorité amérindienne.
Par ailleurs, conformément à l'accord de paix qui a transformé les Forces armées révolutionnaires de Colombie (FARC) en un parti politique nommé Force alternative révolutionnaire commune (FARC), cinq sièges dans chacune des chambres seront attribués d'office à ce parti.

## Résultats

### Chambre des représentants
| Partis                    | Partis                                             | Voix                                 | %                                    | Sièges | +/-           |
| ------------------------- | -------------------------------------------------- | ------------------------------------ | ------------------------------------ | ------ | ------------- |
|                           | Parti libéral (L)                                  | 2 471 596                            | 17,11                                | 35     | 4             |
|                           | Centre démocratique (CD)                           | 2 388 405                            | 16,53                                | 32     | 13            |
|                           | Changement radical (CR)                            | 2 140 630                            | 14,82                                | 30     | 14            |
|                           | Parti social d'unité nationale (U)                 | 1 840 253                            | 12,74                                | 25     | 13            |
|                           | Parti conservateur (C)                             | 1 819 867                            | 12,60                                | 21     | 7             |
|                           | Alliance verte (V)                                 | 884 146                              | 6,12                                 | 9      | 3             |
|                           | Mouvement indépendant de rénovation absolue (MIRA) | 551 967                              | 3,82                                 | 1      | 2             |
|                           | Pôle démocratique alternatif (PDA)                 | 444 912                              | 3,08                                 | 2      | 1             |
|                           | Option citoyenne (OC)                              | 310 724                              | 2,15                                 | 2      | 4             |
|                           | Liste de la décence                                | 255 213                              | 1,77                                 | 2      | Nv.           |
|                           | Colombia Justa Libres (CJL)                        | 110 218                              | 0,76                                 | 1      | Nv.           |
|                           | Coalition Alternativa Santandereana                | 71 222                               | 0,49                                 | 1      | Nv.           |
|                           | Mouvement alternatif indigène et social (MAIS)     | 44 034                               | 0,30                                 | 2      | 2             |
|                           | Autres partis                                      | 1 115 678                            | 7,72                                 | 0      | en stagnation |
|                           | Sièges afro-colombiens                             | Sièges afro-colombiens               | Sièges afro-colombiens               | 2      | -             |
|                           | FARC membres d'office                              | FARC membres d'office                | FARC membres d'office                | 5      | -             |
|                           | Candidat défait à la vice-présidence               | Candidat défait à la vice-présidence | Candidat défait à la vice-présidence | 1      | -             |
|                           |                                                    |                                      |                                      |        |               |
| Suffrages exprimés        | Suffrages exprimés                                 | 14 448 865                           | 80,80                                |        |               |
| Votes blancs et invalides | Votes blancs et invalides                          | 3 433 453                            | 19,20                                |        |               |
| Total                     | Total                                              | 17 882 318                           | 100                                  | 172    | 6             |
| Abstentions               | Abstentions                                        | 18 611 000                           | 51,00                                |        |               |
| Inscrits / participation  | Inscrits / participation                           | 36 493 318                           | 49,00                                |        |               |

### Sénat
| Partis                    | Partis                                             | Voix                            | %                               | Sièges | +/-           |
| ------------------------- | -------------------------------------------------- | ------------------------------- | ------------------------------- | ------ | ------------- |
|                           | Centre démocratique (CD)                           | 2 513 320                       | 17,18                           | 19     | en stagnation |
|                           | Changement radical (CR)                            | 2 155 487                       | 14,73                           | 16     | 7             |
|                           | Parti conservateur (C)                             | 1 927 320                       | 13,17                           | 15     | 4             |
|                           | Parti libéral (L)                                  | 1 901 933                       | 13,00                           | 14     | 3             |
|                           | Parti social d'unité nationale (U)                 | 1 853 054                       | 12,66                           | 14     | 7             |
|                           | Alliance verte (V)                                 | 1 317 429                       | 9,00                            | 10     | 5             |
|                           | Pôle démocratique alternatif (PDA)                 | 736 367                         | 5,03                            | 5      | en stagnation |
|                           | Liste de la décence                                | 523 286                         | 3,58                            | 4      | Nv.           |
|                           | Mouvement indépendant de rénovation absolue (MIRA) | 501 489                         | 3,43                            | 3      | 3             |
|                           | Autres partis                                      | 1 044 765                       | 7,14                            | 0      | en stagnation |
|                           |                                                    |                                 |                                 |        |               |
| Sièges indigènes          |                                                    |                                 |                                 |        |               |
|                           | Mouvement alternatif social indigène (MAIS)        | 72 591                          | 45,68                           | 1      | en stagnation |
|                           | Autorités indigènes de Colombie (AICO)             | 34 957                          | 22,00                           | 1      | 1             |
|                           | Autres partis                                      | 51 367                          | 32,32                           | 0      | en stagnation |
| Total                     | Total                                              | 158 915                         | 100                             | 2      | en stagnation |
|                           |                                                    |                                 |                                 |        |               |
|                           | FARC membres d'office                              | FARC membres d'office           | FARC membres d'office           | 5      | -             |
|                           | Candidat défait à la présidence                    | Candidat défait à la présidence | Candidat défait à la présidence | 1      | -             |
|                           |                                                    |                                 |                                 |        |               |
| Suffrages exprimés        | Suffrages exprimés                                 | 14 633 365                      | 82,13                           |        |               |
| Votes blancs et invalides | Votes blancs et invalides                          | 3 184 820                       | 17,87                           |        |               |
| Total                     | Total                                              | 17 818 185                      | 100                             | 108    | 6             |
| Abstentions               | Abstentions                                        | 18 675 133                      | 51,17                           |        |               |
| Inscrits / participation  | Inscrits / participation                           | 36 493 318                      | 48,83                           |        |               |

## Analyses et conséquences
Malgré un sérieux revers du parti des FARC qui ne réunit que 0,4 % des voix, l'accord post conflit leur réserve un total de 10 sièges au parlement, suscitant des critiques de personnalités de la droite colombienne.
La sénatrice Aída Merlano (élue du Parti conservateur colombien à Barranquilla), est inculpée en aout pour achat de voix durant les élections. Selon les résultats de l’enquête, la candidate payait 40 000 pesos (12 euros) par vote. 
D'après le sociologue Harold Olave, si les fraudes électorales n’ont pas pesé autant que l’affirme la gauche, le soutien au Centre démocratique et à ses alliés s'explique en partie par la « mécanique paramilitaire » reposant sur le clientélisme et la violence. « Les baronnies locales s’assurent la fidélité des fonctionnaires en les menaçant de licenciement, et celle de la population, malmenée par les politiques néolibérales, par des cadeaux ou des commissions. Pour le reste, la droite fait appel aux groupes armés qui intimident et attaquent toutes les personnes assimilées à l’opposition, de gauche ou non. »